# Wiencourt-l'Équipée
Wiencourt-l'Équipée är en kommun i departementet Somme i regionen Hauts-de-France i norra Frankrike. Kommunen ligger i kantonen Moreuil som tillhör arrondissementet Montdidier. År 2022 hade Wiencourt-l'Équipée 252 invånare.

## Befolkningsutveckling
Antalet invånare i kommunen Wiencourt-l'Équipée
| Referens: INSEE |